# Technologische Universität Almaty
Die Technologische Universität Almaty (kasachisch Алматы технологиялық университеті Almaty tehnologiialyq universitetı, russisch Алматинский технологический университет) ist eine Universität in der kasachischen Stadt Almaty.

## Geschichte
Die Technologische Universität Almaty wurde im Jahr 1957 als Außenstelle eines Institutes gegründet und an das Ministerium für höhere Bildung der Sowjetunion übertragen. Anschließend wurde es zum Institut für Lebensmittel umfunktioniert.
Im Juni 1966 wurde das Institut für Lebensmittel zu einer Zweigstelle des Institutes für Technologie, Licht- und Lebensmittelindustrie Schambyl. Die Umbenennung erfolgte offiziell am 11. August 1966. Am 7. Mai 1996 folgte die Entscheidung der Regierung Kasachstans die Zweigstelle in ein den Rang eines eigenständigen Institutes zu erheben. Es wurde das Institut für Technologie geschaffen. 
Die Technologische Universität Almaty in ihrer heutigen Form wurde offiziell erst am 18. August 1999 geschaffen, als das Institut zur Universität erhoben wurde.

## Fakultäten
Die heutige Universität besteht aus fünf Fakultäten:
- Fakultät für Leichtindustrie, Technik und Design
- Fakultät für Lebensmittelherstellung
- Fakultät für Verarbeitung von Lebensmittelrohstoffen
- Fakultät für Ausrüstung und Informationstechnologien
- Fakultät für Wirtschaftswissenschaften